# Biřkov
Biřkov är en ort i Tjeckien.   Den ligger i regionen Plzeň, i den västra delen av landet, 110 km sydväst om huvudstaden Prag. Biřkov ligger 422 meter över havet och antalet invånare är 140.
Terrängen runt Biřkov är huvudsakligen platt, men söderut är den kuperad.Runt Biřkov är det ganska tätbefolkat, med 179 invånare per kvadratkilometer. Närmaste större samhälle är Klatovy, 14,4 km söder om Biřkov. I omgivningarna runt Biřkov växer i huvudsak blandskog.